# Торн, Мишель
Мишель Торн (англ. Michelle Thorne; род. 15 января 1985, США) — общественный деятель из Германии (живёт в Берлине) американского происхождения, активист в сфере свободных данных (Mozilla Foundation и Creative Commons). Она имеет степень бакалавра искусств (англ. Bachelor of Arts) с отличием в области критической общественной мысли (англ. Critical social thought) и германистике от Колледжа Маунт-Холиок (англ. Mount Holyoke College), США, где она защитила с отличием диссертацию об авторстве, оригинальности, и американском авторском праве. Торн выросла в Гейдельберге, Германия. Она работала в качестве международного менеджера проекта для Creative Commons с 2007 по 2011 годы и вступила в Mozilla Foundation.

## Mozilla Foundation
В 2011 году Торн провела фестиваль Mozilla Festival на «Media, Freedom and the Web», показывая запуск HTML5 Framework Media Popcorn 1.0. Она также была председателем Mozilla Festival в 2012 году, на котором Попкорн был выпущен из бета-стадии. Её вознаграждение от Mozilla Foundation в 2012 году составило $ 101 451.

## Свободная культура
В 2009 Торн в соавторстве подготовила исследовательскую работу, в которой авторы анализируют показанные случаи и определяют ключевые проблемы конкретных исследований проекта Creative Commons.

## Переговоры и интервью
Торн регулярно организует мероприятия и проводит переговоры о открытых данных и совместном потреблении.
Некоторые её идеи были процитированы Брюсом Стерлингом, и она дала интервью в фильме «Будущее искусства» (англ. The Future of Art).